# ألفونسو غارسيا غونزاليس
ألفونسو غارسيا غونزاليس هو سياسي مكسيكي، ولد في 19 مارس 1909 في تولوكا في المكسيك، وتوفي في 2 ديسمبر 1961. انتخب Governor of Baja California ‏ (22 أكتوبر 1947 – 26 نوفمبر 1953) وانتخب سفير.